# Лысково (Можайский район)
Лысково — деревня в Можайском районе Московской области в составе сельского поселения Спутник. Численность постоянного населения по Всероссийской переписи 2010 года — 27 человек. До 2006 года Лысково входило в состав Кожуховского сельского округа.
Деревня расположена в центральной части района, примерно в 6 км к северо-востоку от Можайска, на правом берегу реки Ведомки (правом притоке Москва-реки), высота центра над уровнем моря 169 м. Ближайшие населённые пункты — Зачатьё в 1 км на юг, Малое Тёсово — менее 1 км севернее и Большое Тёсово в 1,5 км на северо-запад. Через деревню проходит региональная автодорога 46Н-05497 Можайское шоссе — Шаликово.